# Vasili Blohin
Vasili Mihailovici Blohin (n. 7 ianuarie 1895, Gubernia Vladimir, Imperiul Rus – d. 3 februarie 1955, Moscova, RSFS Rusă URSS a fost un general maior sovietic, care a ocupat funcția de călău-șef al NKVD-ului, în timpul mandatelor lui Genrih Iagoda, Nikolai Ejov și Lavrenti Beria. A fost desemnat de I. V. Stalin personal pentru această funcție în 1926. Blohin a condus o companie de călăi care a fost responsabilă pentru majoritatea execuțiilor din timpul regimului stalinist, (cele mai multe dintre ele în timpul Marii Epurări). Estimările făcute în timpul regimului sovietic dau un număr de 828.000 de execuții oficiale ale călăilor NKVD, mai multe zeci de mii de condamnații fiind executați personal de Blohin în cei 26 de ani de carieră. Printre aceștia s-au numărat aproximativ 7.000 de prizonieri de război polonezi în timpul Masacrului de la Katyn. Aceste „performanțe” îl fac să fie unul dintre călăii cu cele mai multe victime la activ, conform documentelor oficiale. De-a lungul carierei sale a primit mai multe distincții, printre care și Ordinul Lenin (1945).

## Biografie
Vasili Blohin s-a născut într-o familie săracă de țărani în satul Garilovskaia din gubernia Vladimir a Imperiului Rus. A început să lucreze de foarte tânăr ca cioban în satul Turov, gubernia Iaroslavl (1905–1910) și muncitor pietrar în construcții în Moscova (1910-1915). 
În 1915 a fost mobilizat în armata țaristă și a luptat în Primul Război Mondial, ajungând la gradul de subofițer într-un regimente de infanterie. În 1918 s-a alăturat Armatei Roșii. Aici a ocupat funcția de comandant de pluton și de adjunct al Statului major de companie. În același an, a devenit membru al Partidului Comunist. În martie 1921 a fost selectat să lucreze în CEKA. Există puține documente cu privire la activitatea lui Blohin din această perioadă, dar au rămas evidențierile sale pentru „combativitatea” și „măiestria” în ceea ce Stalin avea să numească „munca neagră”: asasinate, tortură, intimidare și execuții sumare. După ce a fost remarcat de Stalin, a fost promovat rapid, ajungând în numai șase ani comandantul „Kommandaturii” NKVD. Practic, era vorba de o companie creată special de Stalin pentru executarea „muncii negre”. Kommandatura își avea sediul în Piața Lubianka din Moscova. Stalin a fost responsabil pentru aprobarea încadrării fiecărui militar în unitatea comandată de Blohin și liderul sovietic a fost singurul care dădea ordine acestei companii. Acest fapt a făcut ca, în ciuda a trei campanii sângeroase de epurare a NKVD-ului, unitatea lui Blohin să supraviețuiască acelor vremuri tulburi. Titlul oficial al lui Blohin nu a fost cel de călău, ci de „comandant al închisorii interne Lubianka” , fapt care i-a permis să activeze fără să fie împiedicat de birocrație.
Deși în cazul execuțiilor comune erau delegați cekiștii de rând sau călăi din subordinea sa, Blohin s-a ocupa personal de execuțiile persoanelor de rang înalt, așa cum au fost a bolșevicilor veterani condamnați în cadrul proceselor „spectacol” de la Moscova (Mihail Tuhacevski, Vsevolod Meyerhold),  sau a șefilor NKVD-ului căzuți în dizgrație ( Iagoda în 1938 și Ejov în 1940), sub comanda cărora se aflase până în momentul destituirii lor. Pentru modul exemplar în care și-a executat sarcinile a fost decorat în 1937 cu Ordinul „Insigna de Onoare”

### Executarea prizonierilor de război polonezi
Cea mai importantă acțiune a lui Blohin a fost execuția în masă prin împușcare a 7.000 de ofițeri polonezi capturați după invazia sovietică din Polonia. În cadrul a ceea ce este cunoscut ca Masacrul de la Katyn, au fost executați prizonierii de război polonezi din lagărul de prizonieri de la Ostașkov. În urma ordinului secret al lui Stalin din 4 aprilie dat lui Lavrenti Beria, prizonierii polonezi au fost executați în decursul a 28 de nopți consecutive în camere de execuție special organizate în sediile NKVD din Kalinin (Tver). Blohin a fost numit nominal pentru ducerea la îndeplinire a acestui ordin, ceea ce l-a transformat în călăul oficial al NKVD-ului.
Blohin și-a propus pentru început o țintă ambițioasă de 300 de execuții pe noapte, concepând un sistem eficient în care prizonierii erau conduși în mod individual într-o mică anticameră spoită în roșu, numită ironic „camera leninistă’’, unde erau identificați, după care mâinile le erau legate la spate și erau introduși în camera următoare, unde erau împușcați. Pereții camerei de execuție erau special căptușiți cu lemn pentru asigurarea izolării fonice. Podeaua era din beton, ușor înclinată, prevăzută cu un șanț pentru evacuarea sângelui, a cărui spălare se făcea cu furtunul cu apă. Blohin, care purta peste uniformă un sorț de măcelar și mănuși de cauciuc lungi până la umăr, împingea prizonierul cu fața la peretele căptușit cu lemn și îl împușca în ceafă cu un pistol german Walther, model 2 .25 ACP.. Pentru această execuții, Blohin și-a adus propriul set de pistoale Walther, pe care le-a preferat pistolului standard sovietic TT-30. Folosirea acestui mici arme de buzunar, folosite de obicei de agenții de informații naziști putea permite aruncare responsabilității pe seama germanilor, dacă cadavrele erau descoperite cumva. 
Între  20 și 30 de agenți locali NKVD, soldați de gardă și șoferi au fost de serviciu asigurând escortarea prizonierilor în subsol, identificarea și, după execuție, îndepărtarea corpurilor și spălarea podelei cu furtunul cu apă. Deși unii dintre prizonieri au fost executați de locotenentul-major al Securității Statului Andrei M. Rubanov, Blohin a fost principalul călău, lucrând rapid și fără pauze . În conformitate cu politica NKVD cu privire la natura „neagră” a întregii operațiuni, execuțiile s-au desfășurat în timpul nopții, începând la apus și continuând până la răsăritul soarelui. Ținta inițială de 300 de execuții a fost redusă de Blohin la 250 după prima noapte, când s-a decis ca întreaga operațiune să se desfășoare doar pe timpul nopții, nu pe înserat. Cadavrele au fost încărcate în continuu în camioane cu prelată și au fost transportate de două ori pe noapte la Mednoe, unde aștepta un buldozer și doi subofițeri NKVD, care trebuiau să îngroape corpurile într-un loc neîngrădit. În fiecare noapte, au fost săpate 24 – 25 de șanțuri de 8 – 10 metri lungime, în care au fost depuse cadavrele și care au fost astupate până la răsăritul soarelui. Blohin și echipa lui au lucrat fără pauză 10 ore în fiecare noapte, Blohin executând în medie un prizonier la fiecare trei minute. Oamenii din subordinea lui Blohin au fost răsplătiți de către acesta cu rații generoase de vodcă în fiecare dimineață.
Pe 27 aprilie 1940, Blohin a fost recompensat în secret cu Ordinul Steagul Roșu și salariul i-a fost mărit cu o sumă modestă de bani, pentru ceea ce Stalin a numit „competență și organizare în îndeplinirea eficientă a sarcinilor speciale”. Cele aproximativ 7.000 de victime executate în 28 de zile rămâne unul dintre cele mai cumplite „recorduri” în materie de crimă în serie.

## Ultimii ani și moartea
Blohin a fost pensionat forțat după moartea lui Stalin, deși Lavrenti Beria avea să declare public că generalul s-a remarcat prin „serviciu ireproșabil”. După ce și Beria și-a pierdut postul și viața (28 iunie 1953), Blohin a fost degradat, ca urmare a campaniei de destalinizare inițiate de Nikita Hrușciov. Există mărturii că Blohin ar fi devenit alcoolic, s-a îmbolnăvit și a murit pe 3 februarie 1955. Cauza oficială a fost declarată ca fiind infarctul miocardic , sau, conform altor autori, sinucidere. El a fost înmormântat în cimitirul Donskoi din Moscova . 